# Xã Storden, Quận Cottonwood, Minnesota
Xã Storden (tiếng Anh: Storden Township) là một xã thuộc quận Cottonwood, tiểu bang Minnesota, Hoa Kỳ. Năm 2010, dân số của xã này là 165 người.